# Elisabeth Duda
Pour les articles homonymes, voir Duda.
Elisabeth Duda est une actrice de cinéma franco-polonaise, née le 2 décembre 1978.
Journaliste et chroniqueuse de plusieurs émissions de la télévision polonaise, écrivaine de quatre livres, traductrice de pièces de théâtre.
Elle joue dans de nombreux films, fictions, séries, courts-métrages et docu-fictions, interprétant entre autres Cosima Wagner ou Marie Curie. Passionnée de la vie de la célèbre Double Prix Nobel, elle fut la directrice artistique de l'exposition sur Marie Curie au Panthéon en 2017.

## Biographie
Elle est la fille d'une Polonaise et d'un Français. Ses grands-parents paternels sont originaires de Maków Podhalański.
Elle étudie les relations internationales dans une université à Paris, mais abandonne ses études au bout de deux ans. Elle étudie ensuite au département d'art dramatique de l'École nationale de cinéma de Łódź, où elle obtient son diplôme en 2004.
Après avoir obtenu son diplôme, elle commence à travailler comme présentatrice à la télévision.

On l’entend souvent au Théâtre radiophonique de Varsovie.
Les critiques ont été très enthousiastes quant à son interprétation dans Iphigénie en Tauride de Goethe au Théâtre de Ménilmontant à Paris, puis au Edinburgh Festival Fringe, d'après la revue de presse présentée en ligne par l'Association des Champs mêlés qui a produit la dite pièce. En 2021, elle interprète le fameux rôle de Clara dans Deux sur la Balançoire au Théâtre du Gymnase à Paris et elle joue en 2023 Clara dans la pièce d’Aleksander Fredro, intitulée Vœux de Jeunes filles, mise en scène de Krzysztof Rogulski et produite par Studio Butterfly. 
Elle travaille depuis peu en tant que scénariste et réalisatrice. Elle a réalisé une centaine de courts-métrages pendant le confinement et une série sur la vie de Marie Curie à Paris (Le Paris de Marie) qui a remporté le prix de la meilleure série éducative pour un musée en Pologne, le Musée Maria Skłodowska-Curie de Varsovie.

## Filmographie

### Cinéma
- 2025 : Leaving Eden de Genc Permetty : Ela
- 2025 : L'Enquête de RP Kahl : témoin nr 4
- 2024 : Monsieur Aznavour de Grand Corps Malade et Mehdi Idir : Jeanne
- 2024 : Le Mangeur d’âmes de Julien Maury et Alexandre Bustillo : Pascale Minot
- 2021 : Le Mouton Noir d'Aleksander Pietrzak : Kasia
- 2020 : L'Etreinte, de Ludovic Bergery : Laurence
- 2020 : Simone, le voyage du siècle d'Olivier Dahan : Kapo
- 2019 : Yuraq de Pierre Taisne : Zofia
- 2019 : La Belle Époque (film) de Nicolas Bedos : la femme allemande
- 2018 : Intention : Elie et Alie
- 2017 : Coexister (film) de Fabrice Eboué : présentatrice Radio KTO
- 2016 : I will crush you and go to hell de Fabio Soares : Meredith
- 2014 : Cours sans te retourner de Pepe Danquart : Magda Janczyk
- 2013 : Communicare : Sylvie
- 2011 : Celles qui aimaient Richard Wagner : Cosima von Bülow
- 2011 : Dans les pas de Marie Curie : Marie Curie
- 2009 : Princess Protection Program : la professeur de français

### Télévision

#### Séries télévisées
- 2025 : Master Crime de Marwen Abdallah - Helen Arbus
- 2023 : Besoin d'amour de Frédéric Hazan - Professeure Forzano
- 2019 : Les Sauvages (série télévisée française) de Rebecca Zlotowski - La journaliste.
- 2016 : Mongeville - Bénédicte Fischer.

#### Émissions
- 2025 : Cudowne Lata sur TVP2
- 2013 : Piękniejsza Polska sur TVP 1
- 2009 : Goście, goście
- 2008 : 7e édition de Taniec z gwiazdami (Danse avec les Stars)[2]
- 2003–2008 : Europa da się lubić (On peut aimer l’Europe)

## Doublage
- 2020: Living in Germany at war, de Jérôme Prieur - Mathilde Woolf et Lisa de Boor
- 2018: Dilili à Paris -  Marie Curie, Gertrude Stein, Comtesse Greffülhe, Madeleine Lemaire
- 2014 : Rencontre avec Marthe Robin - Marthe
- 2012: Sur la piste du Marsupilami - Céline Dion
- 2011: Le Chihuahua de Beverly Hills 2 - Marie Appoline
- 2011: Cars 2
- depuis 2010: Matysiakowie - Murielle Borkiewicz
- 2005: Les Nobels Polonais, de Krzysztof Szmagier

## Théâtre
- 2023 : Vœux de Jeunes Filles d'Aleksander Fredro - Clara
- 2020: Deux sur la balançoire (pièce de théâtre) - Clara.
- 2017: Le Gros tot, d'Eric Marty - Claire.
- 2016: Iphigénie en Tauride (Goethe), de Johann Wolfgang von Goethe - Iphigénie.
- 2014: La soupe de fraises d’Ania Dykczak-Piwowarska (en).
- 2013: L’Apnée d'Andrzej Bart.
- 2011: Maître et Valet d’Andrzej Bart.
- 2006: Ben-Hur (spectacle, 2006) - Chef des pirates.
- 2005: Secret Rapture de David Hare - Marion.
- 2004: L’Enfant-Géza de Janosz Hay.
- 2003 : Les Bonnes de Jean Genet - Claire.

## Publications
- Czesław Miłosz, 20 Poèmes, 2024,  (ISBN 978-83-7866-793-3)
- Żożo i Lulu, 2010,  (ISBN 9788362754007)
- Mój Paryż, 2010,  (ISBN 9788375137477)
- L'Europe en cuisine, 2007,  (ISBN 978-83-7515-045-2)
- 60 Minutes autour de la Pologne, 2006, (ISBN 83-915899-2-7)

## Distinctions
- 2022 : Polonaise Remarquable 2022 (culture), décerné par l’Ambassade de Pologne en France.
- 2014 : meilleur rôle féminin au festival de Kargowa pour le rôle de Magda Janczyk dans Cours sans te retourner.
- Prix d’interprétation féminine en Pologne pour son rôle dans Cours sans te retourner de Pepe Danquart.
- 2005 : Prix du Sénat de la présence française à l’étranger[5].
- 2004 : Premier Prix au 44e festival de Théâtre à Kalisz.
- 2004 : Premier Prix au 22e festival des Écoles de Théâtre de Pologne en 2004.
- 2004 : Prix du Ministère de la Culture Polonaise
- 2023 :  Chevalière de l'ordre des Arts et des Lettres[6],[7]